# جيفنشي ليه لا باسي
جيفنشي ليه لا باسي (بالفرنسية: Givenchy-lès-la-Bassée)‏ هي بلدية تقع في إقليم باد كاليه من منطقة نور با دو كاليه في شمال فرنسا. تبلغ مساحة هذه المدينة 3.89 (كم²)، وترتفع عن سطح البحر 27 م، يبلغ عدد سكانها 813 نسمة حسب إحصاء المعهد الوطني للإحصاء والدراسات الاقتصادية سنة 2009 م. وترأس Jacques Herbaut البلدية خلال فترة (2008-2014).